# Adobe Device Central
Adobe Device Central是由Adobe開發的一個軟件，它是Adobe Creative Suite 3（CS3）的一部分，於2007年3月發佈。
主要的目的是能夠令使用者可以在桌上型電腦上預覽並測試行動裝置內容的外觀、效能和行為。模擬行動裝置面板的各種顯示狀況，以針對狀況進行調整。
Adobe Device Central包含在所有版本的Adobe Creative Suite中。同時，它也包含在Photoshop及Photoshop Extended，Illustrator，Flash Professional，Dreamweaver，After Effects及Premiere Pro中。
该软件从CS6版本开始已停止开发。